# Carêmes skinka
Carêmes skinka (franska: jambon glacé en surprise) är en efterrätt som tillskrivs den franska mästerkocken Marie-Antoine Carême
Sockerkaka gräddas i en stor oval form och utformas som en skinka. Av garneringsdeg görs ett handtag som föreställer benet och som pryds med en krusad pappersremsa. Svålen bildas av chokladglasyr. Ett lock skärs ut ovanpå kakan, som sen urholkas och fylls med chokladkräm. Med bland annat gräddskum får rätten ännu större likhet med en verklig, dekorerad skinka.